# Distenia columbina
Distenia columbina là một loài bọ cánh cứng trong họ Cerambycidae.